# Флаг Неклиновского района
Флаг муниципального образования «Некли́новский район» Ростовской области Российской Федерации — опознавательно-правовой знак, служащий официальным символом муниципального образования.
Флаг утверждён 20 декабря 2006 года решением Собрания депутатов Неклиновского района № 184 и 20 февраля 2007 года внесён в Государственный геральдический регистр Российской Федерации с присвоением регистрационного номера 2905.

## Описание
Описание флага, утверждённого решением Собрания депутатов Неклиновского района от 20 декабря 2006 года № 184, гласит:
«Флаг Неклиновского района представляет собой прямоугольное красное полотнище с отношением ширины к длине 2:3, несущее вдоль нижнего края голубую полосу в 7/30 полотнища; посередине красной части — белый покров над жёлто-чёрным цветком подсолнуха, посередине полосы — белый осётр, повернутый к древку».
В Государственный геральдический регистр Российской Федерации внесён флаг с другим описанием (одна голубая полоса заменена на три волнистых полосы):
«Флаг Неклиновского района представляет собой прямоугольное красное полотнище с отношением ширины к длине 2:3, несущее вдоль нижнего края три волнистые полосы: голубую — 1/45 ширины полотнища, белую — в 1/45 и голубую — в 1/6 полотнища; посередине красной части — белый покров над жёлто-чёрным цветком подсолнуха, посередине нижней голубой полосы — белый осётр, повёрнутый к древку».

## Обоснование символики
Флаг района разработан на основе герба, который языком символов и аллегорий отражает исторические, экономические и природные особенности района.
Деление поля символизирует географические особенности района — степные просторы отражены красным цветом, голубой цвет по краям символизирует Азовское море, по побережью которого проходит южная граница района. Наличие богатых водных ресурсов определило развитие рыбоводных хозяйств в районе, показанных на флаге белым осётром.
Синий и красный цвета флага также аллегорически показывают историческую связь Неклиновской земли с казачеством — казацкие станицы появляются здесь с XVII столетия (синий и красный — традиционные цвета казачьей формы).
Основой экономики района является сельскохозяйственное производство отражённое жёлтым (золотым) цветком подсолнуха. Подсолнух — символ плодородия, единства, солнечного света и процветания.
Жёлтый цвет (золото) — символ урожая, богатства, стабильности, уважения и интеллекта.
Изображение покрова на флаге символизирует название села Покровского — административного центра Неклиновского района, делая флаг гласным.
Белый цвет (серебро) — символ чистоты, совершенства, мира и взаимопонимания.
Красный цвет — символ мужества, силы, трудолюбия и красоты.
Голубой цвет — символ чести, благородства и духовности.